# 血小板激活因子
血小板激活因子（缩写PAF）是一种含磷有机化合物，分子式C26H54NO7P，属于甘油磷脂衍生物，与白细胞的功能有关。